# Rodrigo Iván Díaz
Rodrigo Iván Díaz (Buenos Aires, Argentina, 11 de julio de 1996) es un futbolista argentino que juega como defensa y su equipo actual es Talleres (RdE) de la Primera Nacional de Argentina.

## Trayectoria
Inició su carrera en las categorías formativas de Huracán en su país natal, posterior a eso continuó su formación en Defensores de Cambaceres. Su debut como futbolista profesional fue en 2018 cuando se unió a Cerro Largo de Uruguay, allí contribuyó al ascenso a la Primera División, al obtener el campeonato de la Segunda División Profesional.
A mediados de 2019, vuelve a jugar en la Segunda División de Uruguay defendiendo los colores de Tacuarembó, sin embargo volvería a jugar en la Primera División la siguiente temporada al ser fichado por Progreso. 
En 2021, se unió al Zamora de la Primera División de Venezuela, donde el 17 de septiembre marcó el primer gol de su carrera ante Trujillanos en la victoria 2-1 por la jornada 23 de la fase clasificatoria de la Primera División Venezolana.
En 2022, vuelve a su país natal al ser contratado por el Sacachispas para disputar el campeonato de la Primera B Nacional, logrando debutar el 13 de febrero ante Alvarado en un encuentro que terminó empatado 1-1. Anotó su primer gol con el club  el 12 de agosto, marcando el gol de empate 1-1 ante Belgrano. 
En 2023, fue contratado por San Miguel de la Primera B, consiguiendo con este último el ascenso a la Primera B Nacional como subcampeón, tras perder la final por la definición del campeonato ante Talleres (RdE).
El 31 de diciembre de 2023, se anuncia su fichaje por el Deportivo Cuenca de la Serie A de Ecuador como nuevo jugador para la temporada 2024.
En enero de 2025 retorna a su país y acuerda su incorporación a Talleres (RdE).

## Estadísticas

### Clubes
Actualizado al último partido disputado el 21 de julio de 2024.
| Club                       | Div.          | Temporada     | Liga  | Liga  | Copas nacionales | Copas nacionales | Copas internacionales | Copas internacionales | Total | Total |
| Club                       | Div.          | Temporada     | Part. | Goles | Part.            | Goles            | Part.                 | Goles                 | Part. | Goles |
| -------------------------- | ------------- | ------------- | ----- | ----- | ---------------- | ---------------- | --------------------- | --------------------- | ----- | ----- |
| Cerro Largo · Uruguay      | 2.ª           | 2018          | 11    | 0     | —                | —                | —                     | —                     | 11    | 0     |
| Cerro Largo · Uruguay      | 1.ª           | 2019          | 8     | 0     | —                | —                | —                     | —                     | 8     | 0     |
| Cerro Largo · Uruguay      | Total club    | Total club    | 19    | 0     | 0                | 0                | 0                     | 0                     | 19    | 0     |
| Tacuarembó · Uruguay       | 2.ª           | 2019          | 8     | 0     | —                | —                | —                     | —                     | 8     | 0     |
| Tacuarembó · Uruguay       | Total club    | Total club    | 8     | 0     | 0                | 0                | 0                     | 0                     | 8     | 0     |
| Progreso · Uruguay         | 1.ª           | 2020          | 6     | 0     | —                | —                | —                     | —                     | 6     | 0     |
| Progreso · Uruguay         | Total club    | Total club    | 6     | 0     | 0                | 0                | 0                     | 0                     | 6     | 0     |
| Zamora · Venezuela         | 1.ª           | 2021          | 14    | 1     | —                | —                | —                     | —                     | 14    | 1     |
| Zamora · Venezuela         | Total club    | Total club    | 14    | 1     | 0                | 0                | 0                     | 0                     | 14    | 1     |
| Sacachispas Argentina      | 2.ª           | 2022          | 25    | 1     | 1                | 0                | —                     | —                     | 26    | 1     |
| Sacachispas Argentina      | Total club    | Total club    | 25    | 1     | 1                | 0                | 0                     | 0                     | 26    | 1     |
| San Miguel Argentina       | 3.ª           | 2023          | 35    | 3     | —                | —                | —                     | —                     | 35    | 3     |
| San Miguel Argentina       | Total club    | Total club    | 35    | 3     | 0                | 0                | 0                     | 0                     | 35    | 3     |
| Deportivo Cuenca · Ecuador | 1.ª           | 2024          | 3     | 0     | 1                | 0                | 1                     | 0                     | 5     | 0     |
| Deportivo Cuenca · Ecuador | Total club    | Total club    | 3     | 0     | 1                | 0                | 1                     | 0                     | 5     | 0     |
| Total carrera              | Total carrera | Total carrera | 110   | 5     | 2                | 0                | 1                     | 0                     | 113   | 5     |
| 1. 2.                      |               |               |       |       |                  |                  |                       |                       |       |       |

## Palmarés

### Campeonatos nacionales
| Título                      | Club        | País    | Año  |
| --------------------------- | ----------- | ------- | ---- |
| Segunda División de Uruguay | Cerro Largo | Uruguay | 2018 |